# Octoknema belingensis
Octoknema belingensis är en tvåhjärtbladig växtart som beskrevs av Gosline & Malecot. Octoknema belingensis ingår i släktet Octoknema och familjen Octoknemaceae. Inga underarter finns listade i Catalogue of Life.